# Archibald Douglas (2. hrabia Forfar)
Archibald Douglas, hrabia Forfar (ur. 1692, zm. 1715) – brytyjski (szkocki) arystokrata i dyplomata.
Potomek jednego z najpotężniejszych szkockich rodów, poświęcił się karierze dyplomaty. W latach 1714–1715 pełnił funkcję ambasadora Wielkiej Brytanii w Berlinie.
Ranny w bitwie pod Sheriffmuir, zmarł wskutek odniesionej rany.